# Muni Metro
Muni Metro ist der Name eines Stadtbahn-ähnlichen ÖPNV-Systems in San Francisco und verkehrt dort neben dem S-Bahn-ähnlichen System Bay Area Rapid Transit (BART), dem Caltrain, dem Oberleitungsbus San Francisco, zwei historischen Straßenbahnlinien (Linie F Market & Wharves und E Embarcadero), den Cable Cars sowie diversen Omnibuslinien.
Die Muni Metro ging aus der Straßenbahn San Franciscos hervor und wurde durch Umbauten weiterentwickelt. Damit gibt es nun einen unterirdischen Abschnitt und einige Abschnitte, die oberirdisch, teilweise auf eigenem Gleiskörper, teilweise im Straßenraum verlaufen.

## Geschichte

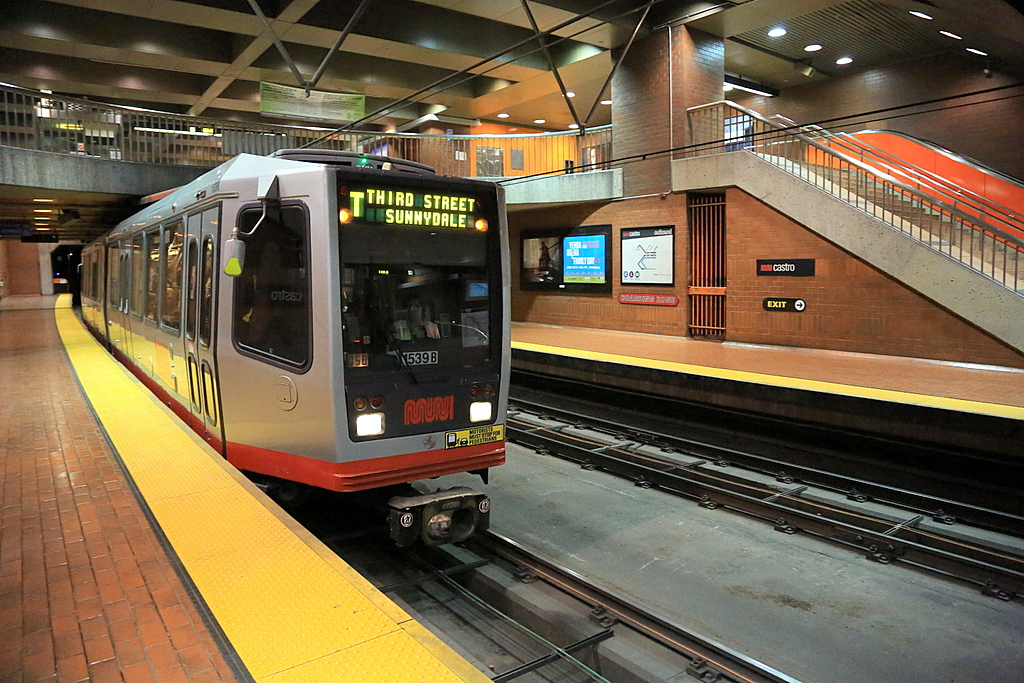
Ein AnsaldoBreda-Wagen auf der Linie T im U-Bahnhof Castro (August 2013)

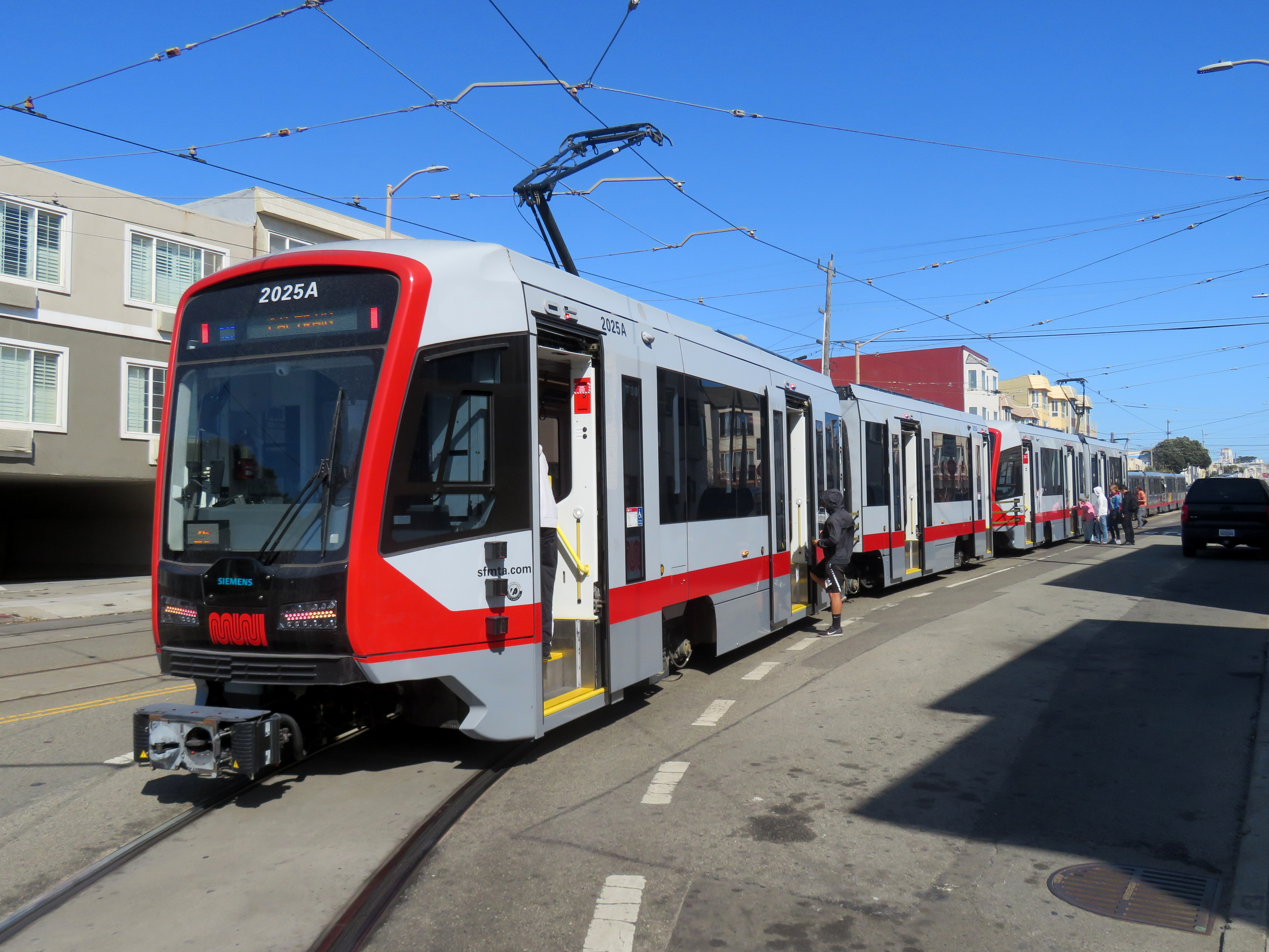
S200-Stadtbahnwagen (LRV 4) von Siemens im September 2019

Die Bahngesellschaft San Francisco Municipal Railway (Muni) wurde am 28. Dezember 1912 gegründet. Schon 1917 wurde der Twin Peaks Tunnel eröffnet, der damals längste Straßenbahntunnel der Welt. Als in den 1950ern viele Straßenbahnlinien auch in San Francisco auf Busbetrieb umgestellt wurden, konnte der Tunnel nicht für Busse umgerüstet werden, sodass die dort verkehrenden Straßenbahn-Linien erhalten blieben und mit den traditionellen PCC-Straßenbahnen betrieben wurden.
In den 1950ern wurden die Planungen für die Bay Area Rapid Transit (BART) vorangetrieben, und schon da ein zweistöckiger Tunnel unter der Market Street geplant. Der Tunnel wurde 1978 für die S-Bahn eröffnet, die im unteren Stockwerk fährt, während die muni-Straßenbahn im oberen Stockwerk erst in den 1980ern den Betrieb aufnahm. Der Grund liegt in Lieferverzögerungen der Boeing LRV Stadtbahnwagen, die zwar ab 1979 geliefert wurden, bei Eintreffen aber viele Unzulänglichkeiten zeigten. Der neue Tunnel war auch so gebaut, dass die alten PCC Streetcars nicht hindurchfahren konnten. Im Tunnel und auf einigen oberirdischen Stationen wurden passende Hochbahnsteige für die neuen Fahrzeuge eingerichtet, um einen schnellen Fahrgastwechsel zu ermöglichen.
Am 28. Februar 1980 begann dann die erste Linie N den Betrieb durch den neuen Tunnel mit den Boeing LRV Stadtbahnwagen. Schrittweise wurden weitere Linien durch den Tunnel geführt, Linie K am 11. Juni 1980, Linie M am 17. Dezember 1980, Linie J am 17. Juni 1981. Alle Linien verkehrten nur werktags durch den Tunnel, während in den Nebenzeiten die alten PCC-Bahnen genutzt wurden, die weiter oberirdisch durch die Market Street fuhr. Am 19. September 1982 wurde dieser oberirdische Betrieb eingestellt und die Stadtbahn ausschließlich mit den Boeing-LRV-Wagen betrieben. Seit 20. November 1982 verkehrt die Straßenbahn auch täglich. Schon bald gab es Ambitionen aus der Wirtschaft, die oberirdischen Strecken im Stadtzentrum zu reaktivieren, es dauerte jedoch bis zum Historic Trolley Festival 1983 für die Betriebsaufnahme, die nachfolgend in die Einrichtung der Linie F als Museumsstraßenbahn mündeten.
Die Dotcom-Blase Ende der 1990er brachte die Straßenbahn an die Grenzen der Belastbarkeit. Die Züge waren oft überfüllt, der Fahrgastwechsel verlängerte sich, die zuführenden fünf Linien kamen in zufälliger Folge und mussten teils im Tunnel einige Zeit stehen, womit der Durchsatz an Zügen insgesamt sank. Neben der Bestellung neuer Bahnen wurde die unterirdischen Strecke auf den automatisierten Zugverkehr umgestellt, um die Zugfolge zu beschleunigen, was jedoch anfänglich nicht sauber funktionierte (inklusive fehlerhafter Gleiswechsel und häufigen Notbremsungen). Im Sommer 1998 kam es schließlich zum sogenannten „Muni meltdown“, dem gefühlten Zusammenbruch des Systems. Zu jener Zeit machten zwei Reporter des San Francisco Chronicle einen Test, bei denen einer die Muni Metro durch den Tunnel nutzte, und der anderen die Strecke oberirdisch zu Fuß bewältigte – der Fußgänger gewann das Rennen.
Die neuen Stadtbahnwagen von Breda wurden schließlich geliefert und zuerst auf der neuen Linie in Richtung South Beach eingesetzt, wo sich viele der Internetfirmen der dotcom-Blase angesiedelt hatten. Allerdings zeigten auch diese zahlreiche Probleme: sie waren lauter und schwerer, was zu Klagen der Anwohner führte. Die Wagen waren länger, was zum Umbau der Werkstätten führte, gleichzeitig konnten anfangs die Züge nur mit zwei Wagen statt mit den erwarteten drei Wagen betrieben werden, da die Oberleitungen sonst Schaden nahmen. Die Wagen verteuerten sich, nicht nur stieg der Verkaufspreis von anfänglich 2,2 Millionen auf 3 Millionen US-Dollar, sondern man schätzt auch, dass etwa 1 Million je Bahn zusätzlich investiert werden mussten, um sie leiser zu machen. Die unterdimensionierten Bremsen führten schließlich dazu, dass die Aufsichtsbehörde NTSB 1998 eine Herabsetzung der Höchstgeschwindigkeit von 80 auf 50 km/h verfügte.
Die zahlreichen Probleme konnten letztlich behoben werden, das Straßenbahnsystem blieb jedoch (trotz der Tunnel) ein vergleichsweise langsames und häufig kritisiertes Verkehrsmittel. Aufgrund der Notwendigkeiten wird es sogar erweitert – schon 1998 wurde ein Pendelbetrieb zum Endpunkt des Caltrain an der 4th & King Street eingerichtet. Bis Januar 2007 fuhr dort ausschließlich die Linie N. Mit Eröffnung der 8,2 Kilometer langen Strecke entlang der Third Street am 13. Januar 2007 wurde die neue Linie T eingeführt. Gleichzeitig wurde die Linie N bis Embarcadero zurückgezogen und stattdessen die Linie J nach 4th & King verlängert. Nach Verspätungen und Beschwerden kam es am 30. Juni 2007 zu weiteren Fahrplanänderungen: statt der Linie J wurde wieder die Linie N nach 4th & King geführt, außerdem wurde die Linie K mit der Linie T betrieblich verbunden. Schließlich wurde auch beschlossen, die 151 Breda-Straßenbahnen zu ersetzen. Am 15. Juli 2015 wurde ein Auftrag an Siemens vergeben, bis zu 260 Stadtbahnwagen des Typs Siemens S200 SF zu liefern, die regelmäßig in Mehrfachtraktion verkehren werden. Das erste Fahrzeug der Serie wurde im Januar 2017 geliefert. Dieser Typ unterscheidet sich vom Siemens S200 für C-Train in Calgary in Länge, Höhe, Achsstand und Leergewicht und ist kurvengängiger.
Während der COVID-19-Pandemie war das Stadtbahnnetz ab dem 30. März 2020 bis zum Jahreswechsel 2020/2021 außer Betrieb.
Das Liniennetz vor Einstellung im März 2020:
| Linie          | Linienweg | Eröffnung |
| -------------- | --- | --------- |
| J Church       | Balboa Park – San Jose/Randall –Church & Market – Van Ness – Embarcadero                                                                                      | 1917      |
| K Ingleside    | Balboa Park – Ocean & Jules – St. Francis Circle – West Portal – Castro – Church – Van Ness – Embarcadero (weiter als T)                                      | 1918      |
| L Taraval      | Wawona & 46th (SF Zoo) – Taraval & Sunset – West Portal – Castro – Church – Van Ness – Embarcadero                                                            | 1919      |
| M Ocean View   | Balboa Park (San Jose & Geneva) – SF State – St. Francis Circle – West Portal – Castro – Church – Van Ness – Embarcadero                                      | 1925      |
| N Judah        | Ocean Beach – Judah & Sunset – Duboce & Church – Van Ness – Embarcadero – 4th & King (Caltrain)                                                               | 1928      |
| T Third Street | Sunnydale – 3rd & Williams – 3rd & 23rd – 4th & King (Caltrain) – Embarcadero – Van Ness – West Portal (weiter als K)                                         | 2007      |
| S Shuttle      | West Portal – Van Ness – Embarcadero (– 4th & King – UCSF/Chase Center) (Verstärkerfahrten zur Hauptverkehrszeit und an Spieltagen der Golden State Warriors) |           |

Bei Wiederinbetriebnahme im August 2020 wurde das Liniennetz reorganisiert, um Verspätungsübertragungen von den straßengebundenen Abschnitten auf die Tunnelstrecke, sowie den Einsatz von Ein-Wagen-Zügen (die auf einigen Außenästen benötigt werden) zu verringern, werden die Linien K, L und J aus dem Innenstadttunnel herausgenommen und gleichzeitig der Betrieb der Tunnellinie S ausgeweitet. Die Linien K und L, sowie M und T werden betrieblich miteinander verknüpft, sodass hier ein umsteigefreies Fahren möglich ist. Die Haltestelle West Portal, sowie der Komplex Church werden zu Umsteigestationen umgebaut, um die nicht mehr in die Tunnel verkehrenden Linien mit den Tunnellinien zu verknüpfen.

## Infrastruktur

Netzplan von 2020

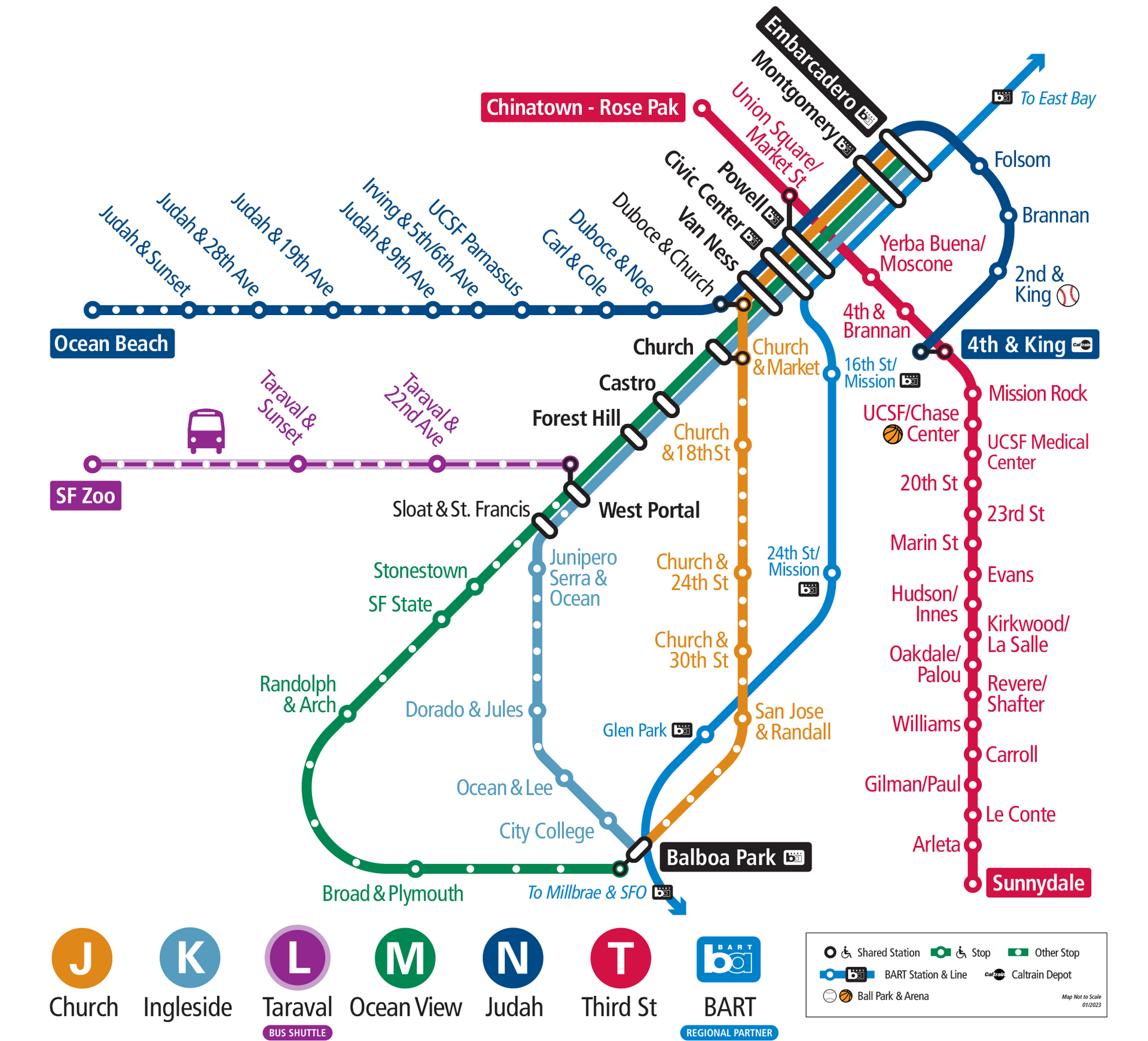
Netzplan seit der Eröffnung der Central Subway Anfang 2023

Das insgesamt 115 Kilometer lange Netz wird von sechs Linien bedient, welche bis auf die Linie T alle durch einen zentralen Tunnel verlaufen. Dieser Tunnel hat neun Stationen und besteht aus zwei Abschnitten. Der erste, genannt Twin Peaks Tunnel, wurde schon am 3. Februar 1918 eröffnet und wird von vier der sechs Linien durchfahren. Er zählte bei Eröffnung zu den längsten Straßenbahntunneln der Welt. Der zweite Teil ist der Market Street Subway, ein gemeinsames Bauwerk mit dem Bay Area Rapid Transit (BART), der von fünf Linien durchfahren wird. Dieser Tunnel wurde 1973 für BART in Betrieb genommen und 1980 eine Ebene darüber für die Muni Metro. Ein weiterer Tunnel, genannt Central Subway, der die Market Street kreuzt, wurde am 19. November 2022 eröffnet. Anfangs wurde die Strecke an Wochenenden von Pendelzügen zwischen den Stationen Chinatown-Rose Pak und 4th and Brennan befahren, während innerhalb der Woche Schulungsfahrten durchgeführt wurden. Am 7. Januar 2023 wurde der tägliche Betrieb aufgenommen, sodass die Linie T Third durch den Tunnel bis nach Chinatown-Rose Pak fährt.
Betreiber ist die San Francisco Municipal Transportation Agency (SFMTA).

## Linien
Zur Eröffnung des zweiten Innenstadttunnels, der Central Subway, am 7. Januar 2023 wurde das Netz umstrukturiert.
| Linie | Name           | Linienweg | Haltestellen | Takt (Mo–Fr) |
| ----- | -------------- | --- | ------------ | ------------ |
|       | J Church       | Church & Market – San Jose & Randall – Balboa Park                                                                 | 26           | 10 min       |
|       | L Taraval      | Embarcadero – Civic Center/UN Plaza – West Portal – Taraval & Sunset – Wawona & 46th (SF Zoo)                      | 27           | 6-9 min      |
|       | K Ingleside    | Embarcadero – Civic Center/UN Plaza – West Portal – Ocean and Lee – Balboa Park                                    | 24           | 10 min       |
|       | N Judah        | Ocean Beach (Judah & La Playa) – Judah & Sunset – Duboce & Church – Van Ness – Embarcadero – 4th & King (Caltrain) | 37           | 6-9 min      |
|       | M Ocean View   | Embarcadero – Civic Center/UN Plaza – West Portal – San Francisco State University – Balboa Park                   | 29           | 10-12 min    |
|       | S Shuttle      | Embarcadero – Civic Center/UN Plaza – West Portal                                                                  | 9            | 6-9 min      |
|       | T Third Street | Chinatown – 4th & King (Caltrain) – Evans – Sunnydale                                                              | 22           |              |